# Galopprennbahn Hamburg-Horn

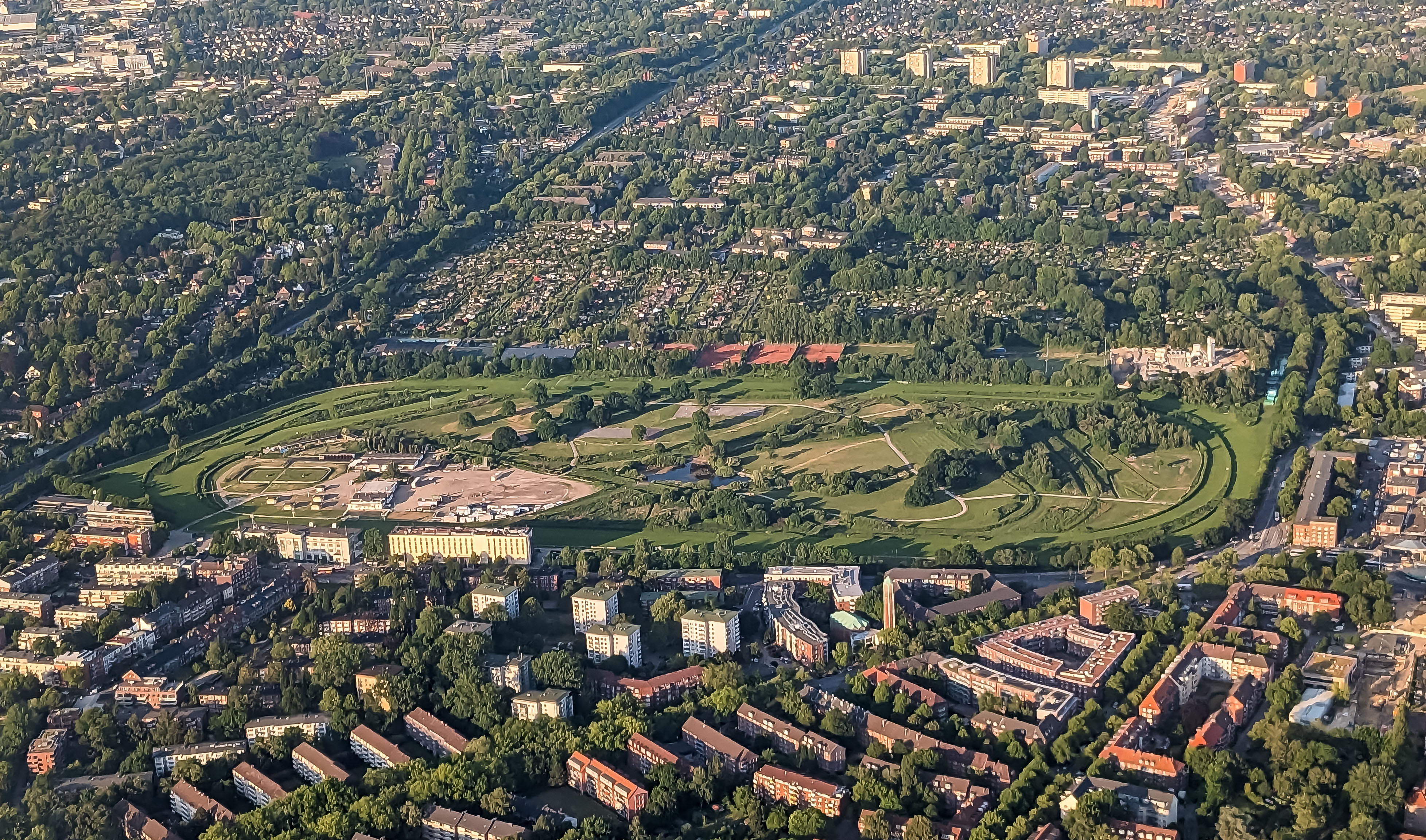
Horner Rennbahn im Stadtteil Hamburg-Horn

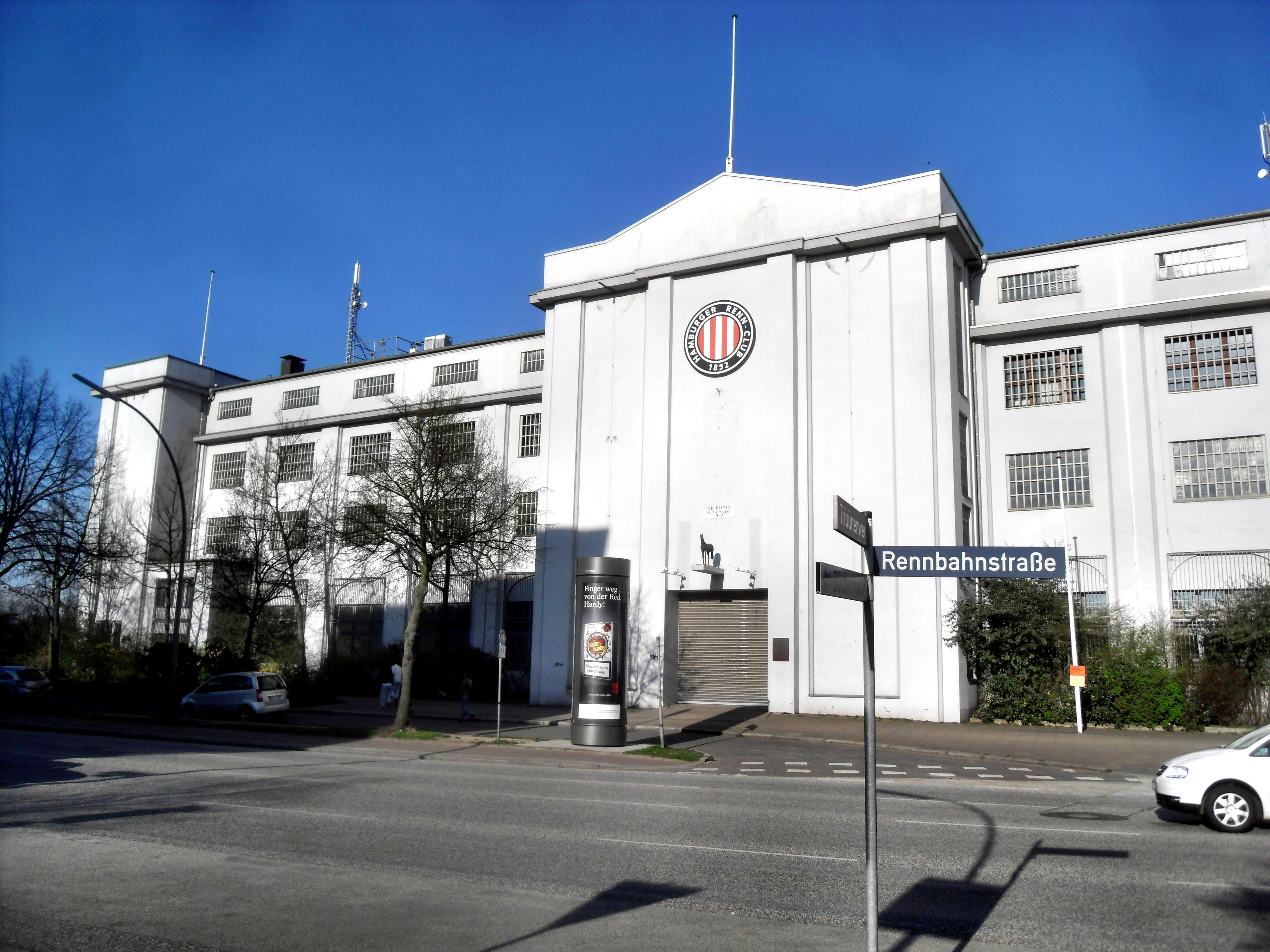
Tribünengebäude von der Rennbahnstraße aus

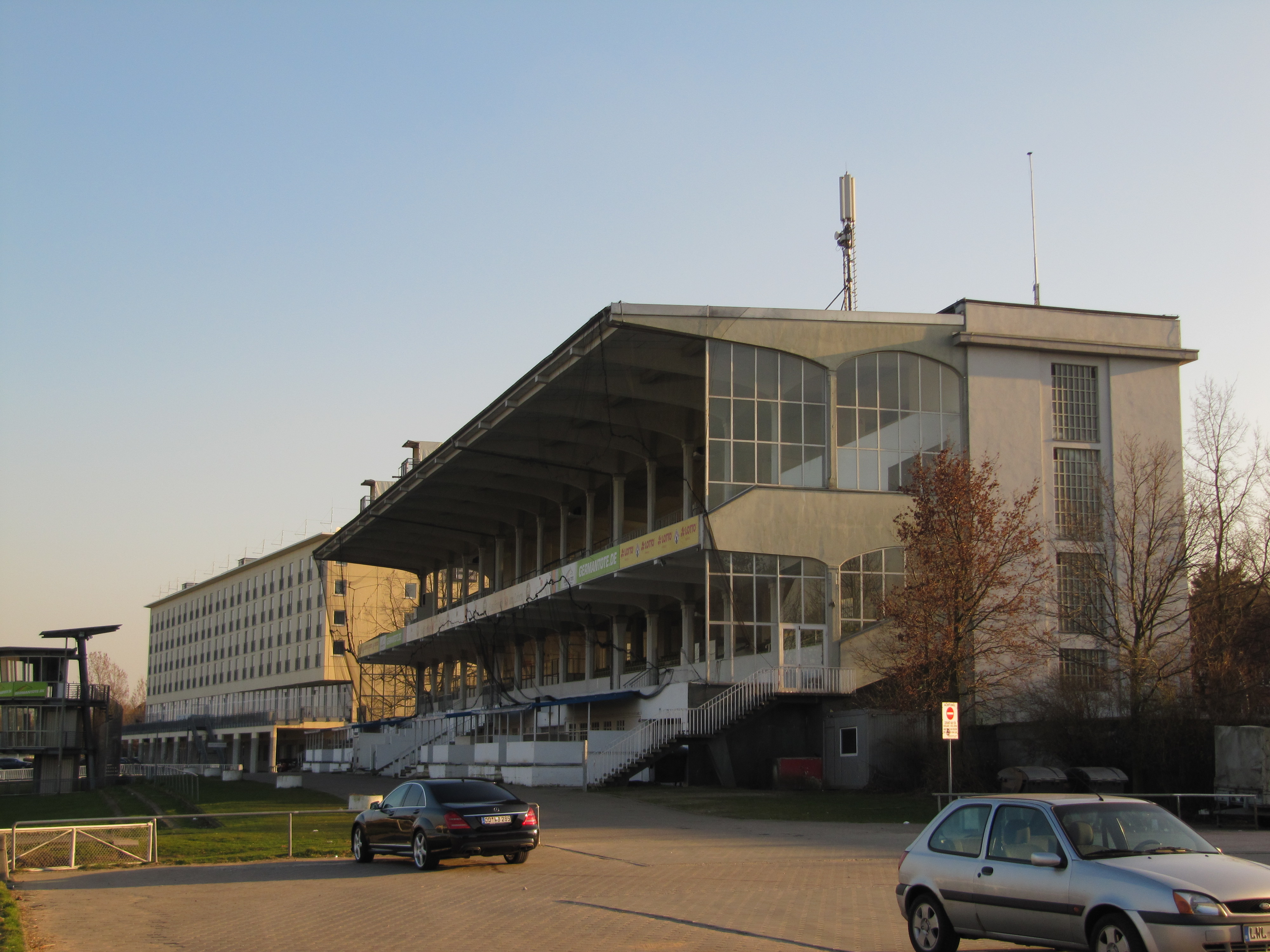
Tribünengebäude von der Geläufseite aus

Die Galopprennbahn Hamburg-Horn, kurz auch als Horner Rennbahn bezeichnet, ist eine Rennanlage für den Galoppsport im Hamburger Stadtteil Horn. Nach ihr sind die Rennbahnstraße und der U-Bahnhof Horner Rennbahn benannt.

## Geschichte

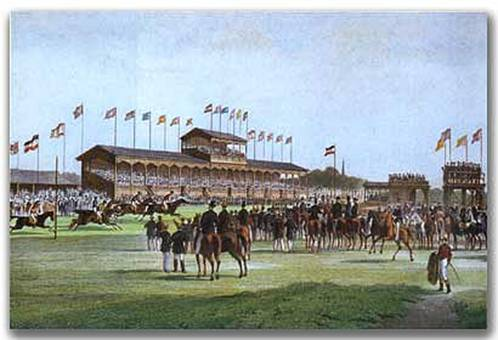
Horner Rennbahn, 1888

Mit neuer Tribüne, um 1910

Am 28. und 29. Juli 1855 fanden auf dem Gelände der „Hamburger Rennbahn“ die ersten Rennen statt. Im Mai 1855 war auf einer Freiweide in Horn eine 3000 Ellen (=1719 m) lange Bahn planiert worden. Anfang Juli wurde eine ca. 82 m lange Tribüne errichtet, die zur Hälfte überdacht und mit zwölf Reihen Bänken ausgestattet war. Am 28. Juli wurden sechs und am 29. Juli neun Rennen gestartet. Die Felder waren teilweise klein.
Pferderennen waren im benachbarten Wandsbek bereits in den Jahren von 1835 bis 1846 veranstaltet worden.
Seit 1869 wird in Horn das Galoppderby (zunächst Norddeutsches Derby, dann Deutsches Galoppderby und heute Deutsches Derby) ausgetragen. Im Jahr 1870 entstand in einer Bretterbude Deutschlands erster Totalisator. Auf den Tribünen und Stehplätzen finden 50.000 Besucher Platz. Ein 1912 erbauter Tunnel, den auch Fahrzeuge passieren können, verbindet die Tribünenseite mit dem inneren Areal der Horner Rennbahn, das als Freizeitpark der Öffentlichkeit zur Verfügung steht.
Die gesamte Liegenschaft befindet sich im städtischen Besitz und wird vom Bezirksamt Hamburg-Mitte verwaltet. Das Geläuf, das Tribünengebäude und die für den Pferderennsport benötigten Flächen sind an den „Hamburger Renn-Club 1852 e. V.“ verpachtet. Die Innenfläche ist als „Freizeitpark Horner Rennbahn“ eine öffentliche Grünanlage, die ebenfalls vom Bezirksamt Hamburg-Mitte verwaltet wird. Sie ist außerhalb der Derby-Woche frei zugänglich.
Der Senat der Freien und Hansestadt Hamburg prüft, die beiden Pferderennbahnen der Stadt (Traber in Bahrenfeld und Galopper in Horn) auf der Horner Rennbahn zusammenzulegen. Der vorläufige Masterplan von 2010 sieht bei der Zusammenlegung eine völlige Umgestaltung der Liegenschaft vor.

## Rennen
Das wichtigste und höchstdotierte deutsche Grupperennen ist das Deutsche Derby, das traditionell am ersten Sonntag im Juli auf der Rennbahn in Hamburg über die klassische Derby-Distanz von 2400 m (= ca. 1 1/2 engl. Meilen) ausgetragen wird. 2022 hatte es eine Gesamtdotierung von 650.000 € – davon 390.000 € dem Sieger.
Der Hansa-Preis ist ein deutsches Gruppe II-Flachrennen für 3-jährige und ältere Vollblüter. Es wird jedes Jahr im Juni oder Juli in Hamburg über eine Distanz von 2400 m rechtsläufig auf Gras ausgetragen. 3-jährige müssen 54 kg tragen, 4-jährige 60 kg. Stuten erhalten 1½ kg Erlaubnis. 2012 betrug die Gewinnsumme 70 000 €, davon 42 000 € für den Sieger.
Ebenfalls im Juni/Juli werden die Gruppe III Rennen Hamburger Meile (1600 m, 3-jährig und älter), Flieger Trophy 	(1200 m, 3-jährig und älter), Franz Günther von Gaertner Gedächtnisrennen (ehemalige Hamburger Stutenmeile, 1600 m,3-jährige und ältere Stuten) und der Hamburger Stuten-Preis (2200 m, 3-jährige Stuten) ausgetragen.

## Anlage
Auf der Bahn finden Flachrennen, aber auch Jagdrennen mit Sprüngen diagonal durch die Bahnmitte statt. Der See für die Seejagdrennen ist so tief, dass die Pferde gerade noch den Grund des Sees berühren könnten. Sie sind jedoch, wenn sie schwimmen.
Durch das Tunnel zugänglich befinden sich innherhalb der Rennbahn ein Waaggebäude mit Jockeystube, ein Gebäude für die Rennleitung mit Pressestelle und ein Absattelring neben dem Platz für die Siegerehrungen. Die Sattelboxen liegen bei dem allgemein einsehbaren Führring. Im Innenbereich befinden sich während der Renntage zahlreiche Catering-, Informations- und Werbestände.
Auf der 83 Meter breiten, überdachten Tribüne mit 3000 Plätzen auf der Aussenseite der Rennbahn können die Zuschauer das Rennen verfolgen. Die Anlage fasst insgesamt 50 000 Zuschauer. Neben der Tribüne mit dem Haupteingang liegen ein Hotel und eine Jugendherberge.

## Einrichtungen

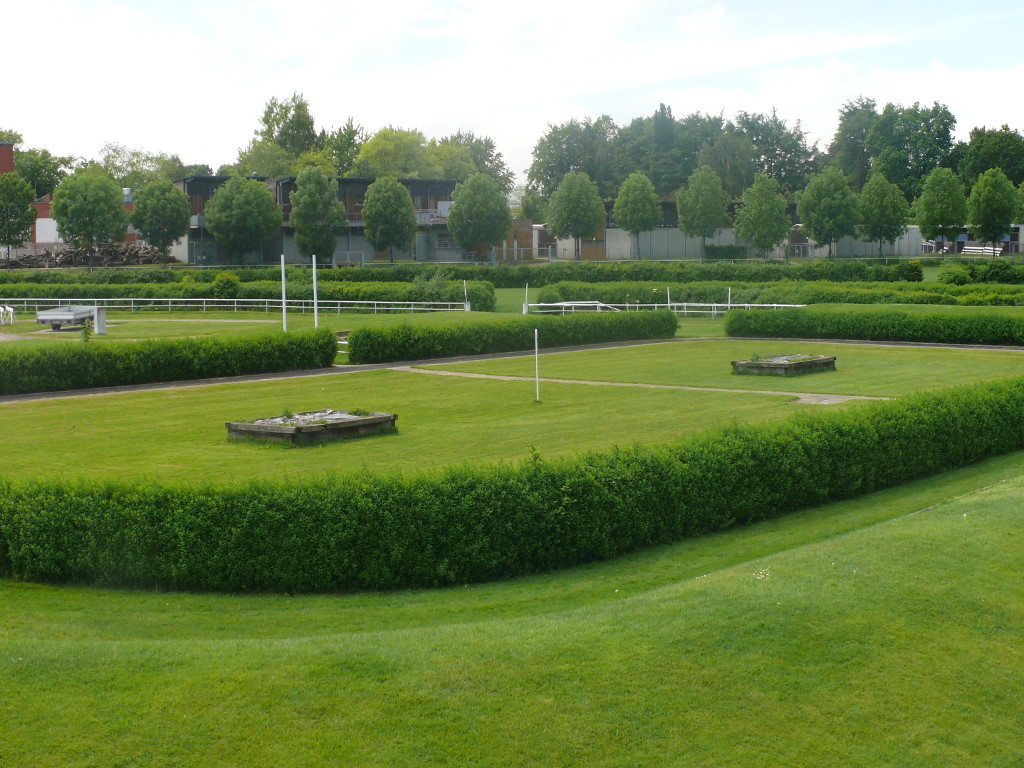
Führring auf der Horner Rennbahn

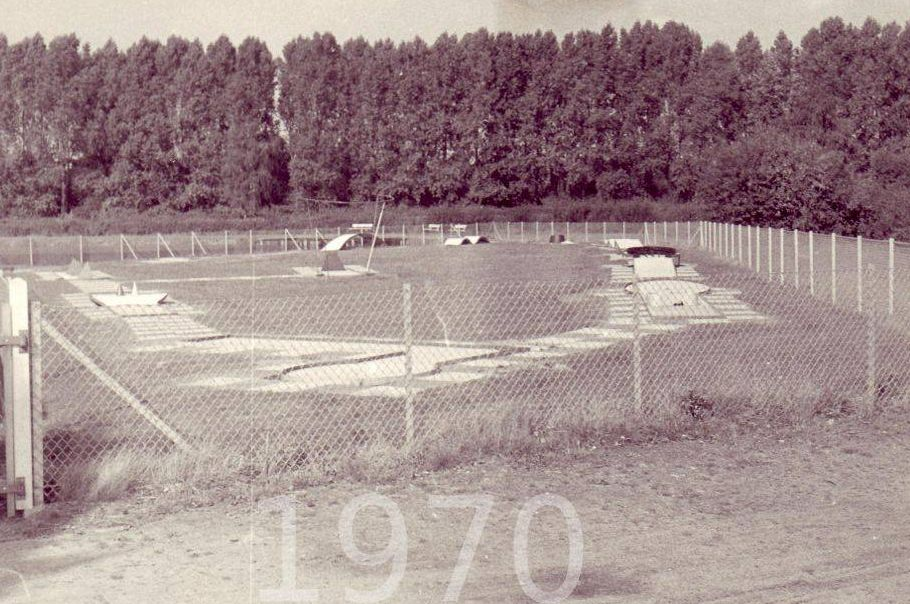
Minigolfplatz auf dem Gelände des Freizeitparks, um 1970

- Die Horner Rennbahn beherbergt eine der ältesten Minigolf-Anlagen in Hamburg (in Betrieb seit 1970).
- Neben dem Minigolfplatz und einer Gaststätte, sind noch das „Spielhaus ‚Horner Rennbahn‘“ und die Verwaltung des „Hamburger Renn-Clubs 1852 e. V.“ (HRC) dort ansässig.
- Außerhalb der Derby-Woche bietet der vom Geläuf umgrenzte Freizeitpark Sportflächen für Basket- und Fußball sowie eine Skaterfläche. Zudem gibt es zwei offizielle Grillplätze, den Rennbahnsee sowie weitläufige Rasenflächen mit Parkbänken.
- Im südlichen Bereich befindet sich eine umzäunte Hundezone nach § 8 (3) 1 Hamburgisches Hundegesetz (auf dem gesamten Areal herrscht ansonsten Leinenzwang).[11]